# Yehudi Menuhin

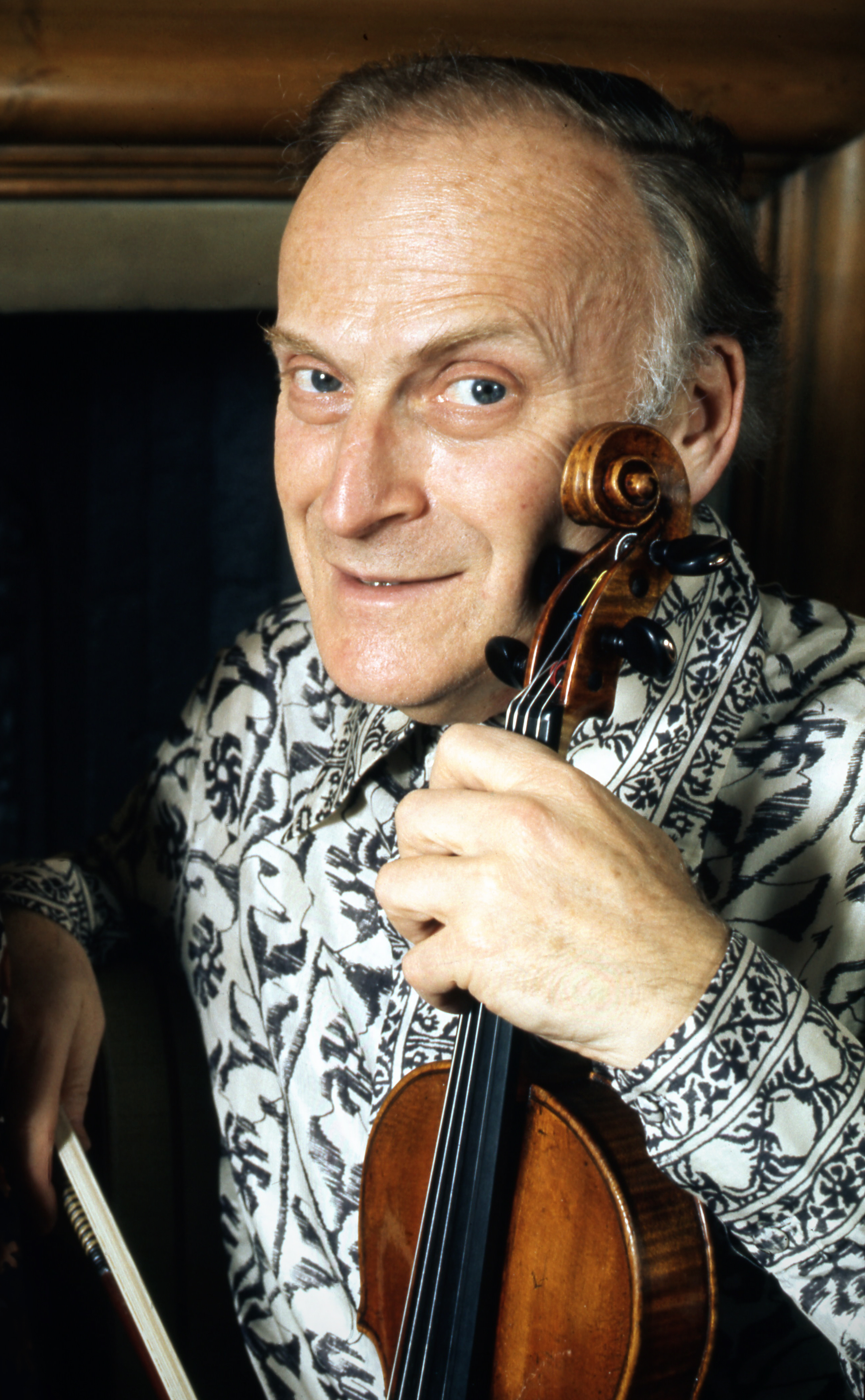
Yehudi Menuhin (1976)

Yehudi Menuhin, Baron Menuhin, OM, KBE (* 22. April 1916 in New York als Yehudi Mnuchin; † 12. März 1999 in Berlin) war ein von Geburt US-amerikanischer, ab 1970 auch schweizerischer und ab 1985 auch britischer Violinist, Bratschist und Dirigent. Er zählt zu den bedeutendsten Geigenvirtuosen des 20. Jahrhunderts. Neben seiner Tätigkeit als Solist und Dirigent gründete Menuhin ab 1957 Institutionen und Projekte in verschiedenen Ländern zur Förderung der Musik.

## Leben

### Herkunft

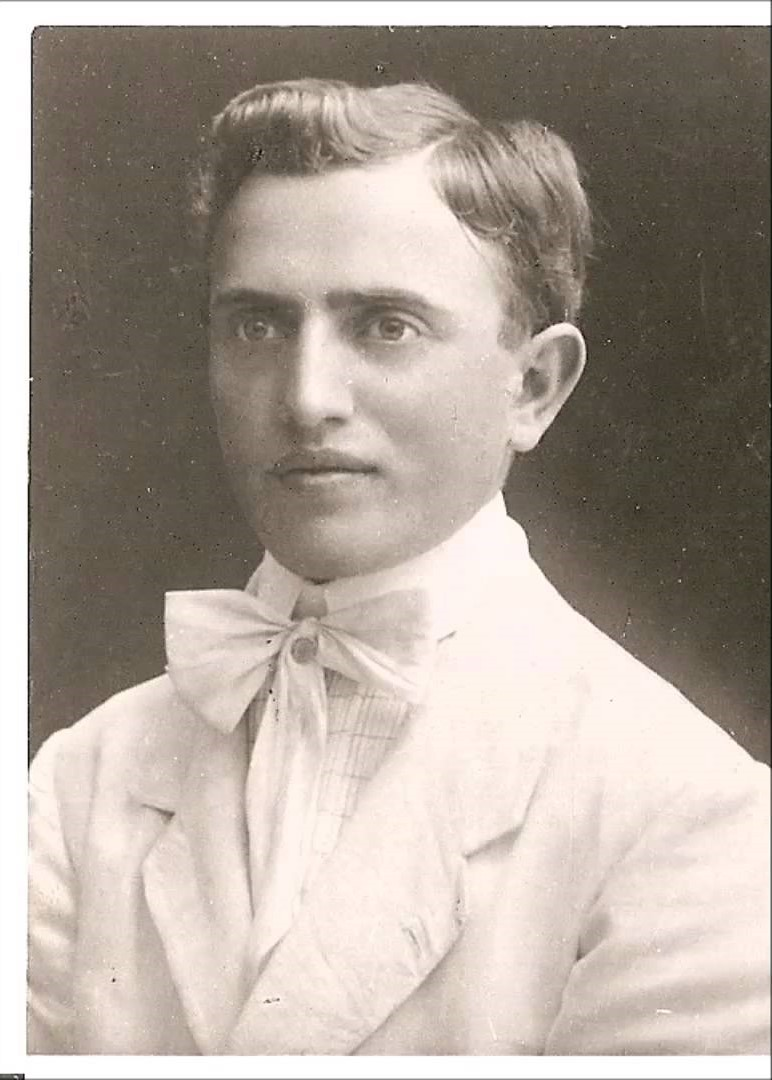
Der Vater: Moshe Menuhin

Yehudi Menuhins Vater Moshe Mnuchin (1893–1982) wurde in Homel im heutigen Belarus als Nachfahre chassidischer Rabbiner geboren und verbrachte seine Jugend in Palästina. 1913 kam er in die Vereinigten Staaten, um an der New York University zu studieren. 1914 heiratete er Marutha Sher (ca. 1892–1996), die ebenfalls aus Russland stammte und in Palästina gelebt hatte. 1916 wurde Yehudi geboren. Die Mutter hatte seinen Vornamen – Yehudi bedeutet „Jude“ – aus Trotz gegen eine antisemitische Bemerkung einer Vermieterin gewählt.
1918 zog die Familie nach San Francisco, wo Moshe Mnuchin als Hebräischlehrer arbeitete. Als die Familie 1919 eingebürgert wurde, änderte sie ihren Familiennamen in Menuhin. In den folgenden Jahren kamen Yehudis Schwestern zur Welt: Hephzibah (1920–1981) und Yaltah (1921–2001). Beide Schwestern erwiesen sich wie ihr Bruder schon in früher Kindheit als hochmusikalisch und wurden Pianistinnen. Dass auch die Schwestern als Wunderkinder gelten konnten, spiegelt sich in einem Ausspruch des Pianisten Marcel Ciampi. Nachdem ihm Hephzibah und danach die fünfjährige Yaltah in Paris vorgespielt hatten, rief er spontan: „Mais le ventre de Madame Menuhin est un véritable conservatoire“ („Der Bauch von Madame Menuhin ist ja ein richtiges Konservatorium“). Hephzibah Menuhin war fast fünfzig Jahre lang die bevorzugte musikalische Partnerin ihres Bruders.
Beide Eltern strebten danach, aus ihren Kindern glänzende Musiker zu machen. Ihr Ehrgeiz richtete sich vor allem auf den Sohn Yehudi. Insbesondere die Mutter griff zielstrebig und autoritär in das Leben der Kinder ein. Der Vater wirkte während der frühen Karriere seines Sohnes als dessen Manager und Agent, plante Auftritte, handelte Gagen aus und begleitete ihn auf seinen Konzertreisen. Möglicherweise um ihn noch besser als Wunderkind verkaufen zu können, gab Moshe Menuhin stets den 22. Januar 1917 als den Geburtstag seines Sohnes an. Diese Verfälschung um neun Monate führte dazu, dass Menuhins Alter in zeitgenössischen Berichten oft mit einem Jahr zu wenig angegeben wurde. Erst 1938, als Menuhin 22 Jahre alt und schon verheiratet war, gab sein Vater den Schwindel zu.

### Kindheit und Ausbildung
Im Alter von vier Jahren bekam Yehudi Menuhin eine billige Geige aus Blech und einen Bogen von seinen Eltern. Auf den unschönen Klang des Instruments reagierte er mit einem Wutanfall und warf es auf den Boden. Mit finanzieller Unterstützung der Großmutter in Palästina kaufte ihm seine Mutter daraufhin eine kleine Geige (1⁄2-Geige) aus Holz. Ab 1921 erhielt er zwei Jahre lang ersten Unterricht bei dem österreichischen Geiger Sigmund Anker, der in San Francisco eine Violinschule betrieb. Im Februar und im April 1922 trat er öffentlich mit einzelnen Stücken auf, jeweils im Fairmont Hotel in San Francisco, und im Juni 1922 war er in einem lokalen Radiosender zu hören. Am 9. November 1922 spielte er im Civic Auditorium von San Francisco das einsätzige a-Moll-Violinkonzert von Accolay mit Klavierbegleitung. Laut dem Menuhin-Biografen Humphrey Burton kann man diesen Auftritt als Menuhins Debüt ansehen, weil es erstmals eine ernstzunehmende Rezeption gab: Der angesehene Musikkritiker Redfern Mason rühmte Menuhin und schrieb, man könne in ihm schon den späteren Meister erkennen. Im Februar 1923 folgte ein Auftritt mit Bériots Violinkonzert Nr. 9, wieder mit positiver Resonanz.
Ab Juli 1923 wurde Menuhin von Louis Persinger unterrichtet, der seit 1916 Konzertmeister des San Francisco Symphony Orchestra war. Als Menuhins professionelles Debüt wird meist ein Auftritt im Auditorium von Oakland am 29. Februar 1924 genannt. Am Klavier begleitet von Persinger, trug er Bériots Scène de ballet und als Zugabe Sarasates Zigeunerweisen vor. Dasselbe Programm spielte er zwei Wochen später in San Francisco vor mindestens 6000 Schulkindern als Publikum, im Rahmen eines Konzerts des San Francisco Symphony Orchestra im Civic Auditorium. Wiederum folgten vielversprechende Kritiken. Am 30. März 1925 bestritt er, begleitet von Persinger, im Scottish Rite Auditorium erstmals ein ganzes Recital, unter anderem mit dem Violinkonzert von Mendelssohn – der Biograf Philip Bailey betrachtet diesen Auftritt als Menuhins Debüt. Redfern Mason schrieb abermals eine überschwängliche Rezension im San Francisco Examiner.
Persinger zog im Winter 1925/26 nach New York; die Menuhins folgten ihm, um den wertvollen Unterricht nicht zu verlieren. Dort erhielt der Knabe erstmals auch theoretischen Musikunterricht am Institute of Musical Art, der späteren renommierten Juilliard School. Am 17. Januar 1926 gab Menuhin sein New Yorker Debüt im Manhattan Opera House. Damals spielte er noch auf einer kleinen Geige, einer 7⁄8-Geige.
Auf Persingers Rat und unterstützt von dem Mäzen Sidney Ehrman, entschieden sich die Menuhins, 1926 nach Paris zu ziehen. Von dort aus reiste Menuhin mit seiner Mutter zunächst zu Persingers ehemaligem Lehrer Eugène Ysaÿe in Brüssel. Ysaÿe war damals 68 Jahre alt und konnte wegen einer Fußkrankheit nicht mehr stehen. Als Menuhin ihm vorgestellt wurde, bewältigte er zwar die enormen Schwierigkeiten der Symphonie espagnole von Edouard Lalo mühelos. Er scheiterte aber, als Ysaÿe ihn anschließend aufforderte, ein A-Dur-Arpeggio über vier Oktaven zu spielen. Wie Menuhin später zugab, hatte er als Kind keine Tonleitern und Etüden geübt. Persinger hatte ihm zwar derartige Übungen aufgeschrieben, er hatte sie aber ignoriert, weil er einen Widerwillen gegen diese „abstrakte Technik“ empfand. Ysaÿe riet ihm: „Üben täte dir gut.“
Menuhin fühlte sich von der Atmosphäre in Ysaÿes Wohnung abgestoßen und lehnte dessen Angebot ab, ihn zu unterrichten. Er wollte stattdessen in Paris bei George Enescu lernen, was er schon seit einem Jahr gesagt hatte. Enescu willigte ein, Menuhin zu unterrichten. Bevor der Unterricht beginnen konnte, ging Enescu aber einige Monate auf Konzertreise. Unterdessen gab Menuhin sein Pariser Debüt bei zwei umjubelten Auftritten mit dem Orchestre Lamoureux unter der Leitung von Paul Paray. Dabei spielte er erstmals auf einer original großen Violine. Am 6. Februar 1927 stand zunächst Lalos Symphonie espagnole auf dem Programm. Bei einem weiteren Auftritt mit denselben Musikern und Tschaikowskys Violinkonzert am 12. Februar kam es zu einem Missgeschick, das den Zuspruch des Publikums aber nicht beeinträchtigte: Während des Konzertes riss die E-Saite der neuen Geige und musste vom Konzertmeister repariert werden, bevor das Werk beendet werden konnte. Nach seiner Rückkehr begann Enescu Menuhin zu unterrichten. Im Sommer reiste die ganze Familie in Enescus rumänisches Ferienidyll Sinaia, wo der Unterricht fortgesetzt wurde und Yehudi mit der Musik der Roma Bekanntschaft machte. Nach einem unbeschwerten Sommer forderte ihn Enescu auf, bei Adolf Busch weiter zu studieren, weil er sonst „fast zu viel Zigeuner“ würde. Menuhin sollte die „deutsche Schule“ durchlaufen.
Die Familie Menuhin kehrte nach Amerika zurück. Im November 1927 gab Yehudi ein triumphales Debüt in der Carnegie Hall in New York. Er spielte das Violinkonzert von Beethoven mit dem New York Symphony Orchestra und Fritz Busch als Dirigent. Zurück in Kalifornien, bekam er vorübergehend wieder Unterricht bei Louis Persinger. Im März 1928 spielte er in einer Kirche in Oakland seine ersten Platten ein, am Klavier begleitet von Persinger. Die Schellackplatten wurden von der Victor Talking Machine Company produziert. Im Dezember 1928 begann seine erste Konzerttournee in den Vereinigten Staaten, die bis zum März 1929 dauerte.

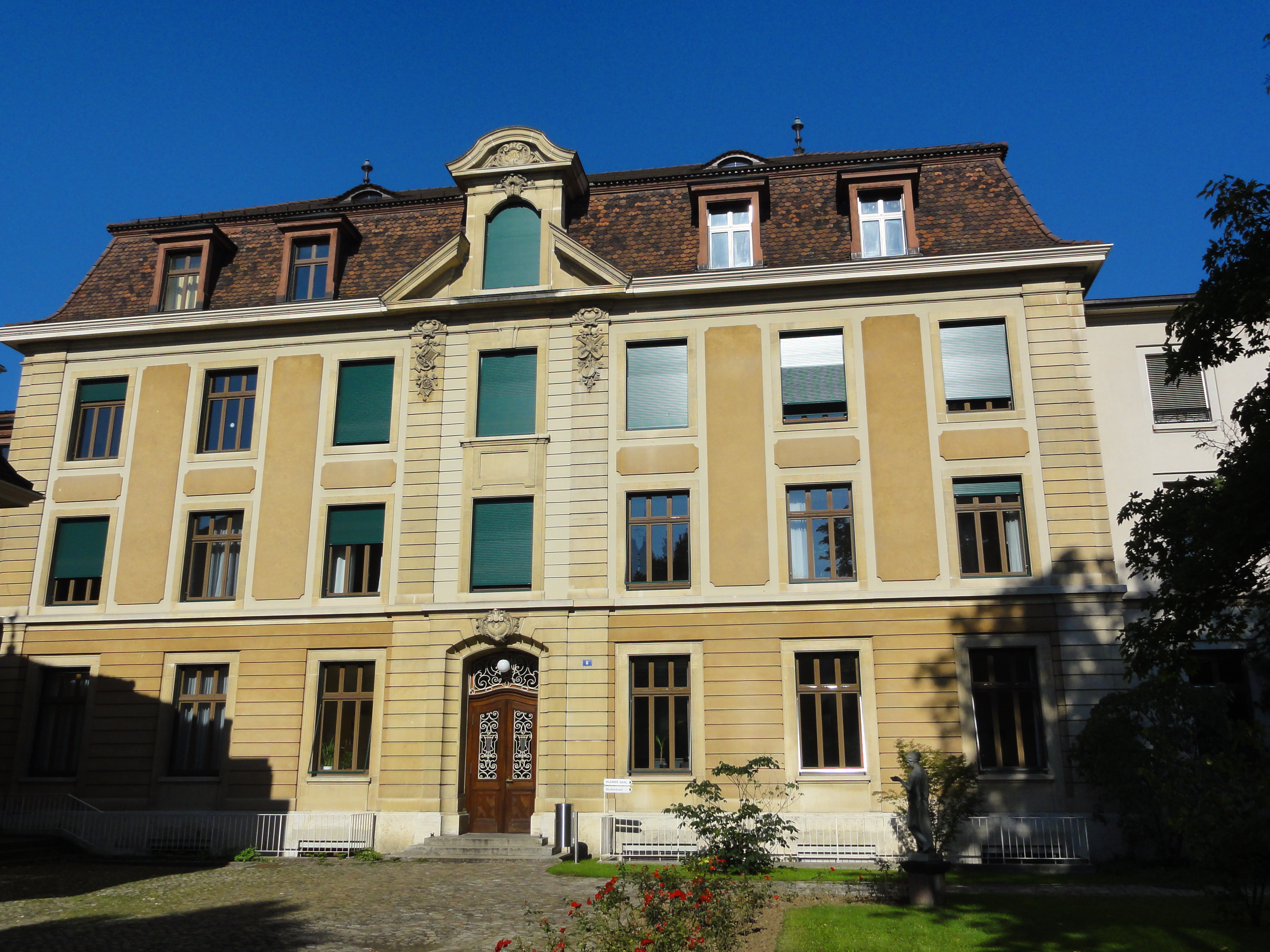
Hochschule für Musik in Basel: Ort des Studiums unter Adolf Busch

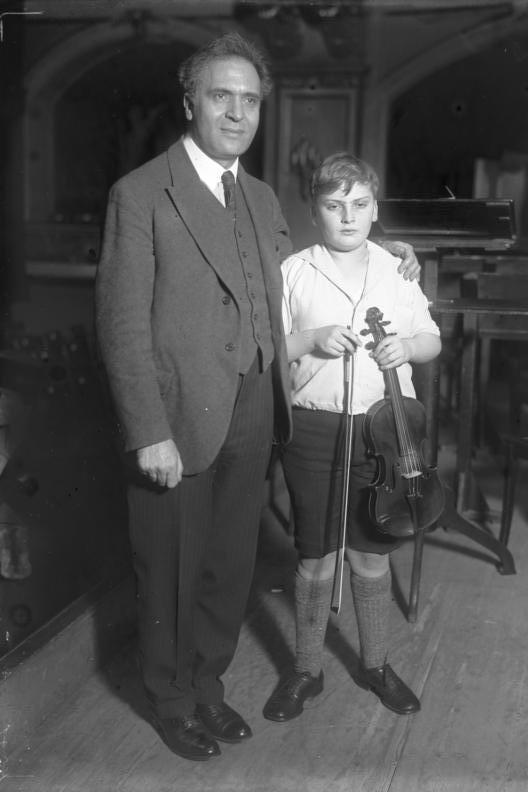
Yehudi Menuhin mit Bruno Walter, 1929

Im Januar 1929 bekam er von einem Mäzen die Stradivari „Khevenhüller“ geschenkt. Mit dieser gab er am 12. April 1929 sein Debüt in Berlin. Er bewältigte mit den Berliner Philharmonikern unter Leitung von Bruno Walter ein enormes Programm: vor der Pause Bachs E-Dur-Konzert und das Violinkonzert von Beethoven, nach der Pause Brahms’ Violinkonzert – und als Zugabe den zweiten und dritten Satz des Violinkonzerts von Mendelssohn. Albert Einstein saß im Publikum und sagte Menuhin nach dem Konzert, er habe soeben gelernt, dass es doch noch Wunder gebe. Im gleichen Jahr debütierte Menuhin in der Queen’s Hall mit dem London Symphony Orchestra unter der Leitung von Fritz Busch.
1929 studierte er bei Adolf Busch. Busch hatte Hubert Giesen als Menuhins persönlichen Pianisten für das „Wunderkind“ engagiert und aus Stuttgart nach Basel geholt – mit einem großzügig dotierten Vertrag über 24.000 Mark Jahresgehalt. In seinen Memoiren schildert Giesen, der von Menuhin „Hubsie“ genannt wurde, ihren Tagesablauf. Giesens Arbeit begann um acht Uhr morgens. Bis zwölf Uhr musste er im Musikzimmer den Klavierpart jener Stücke üben, in denen er den Geiger begleitete. Dieser übte seinerseits allein in seinem Zimmer. Am Nachmittag kam man zusammen. Nach einigen Monaten verlangte Busch, dass Yehudi und Giesen täglich eine Stunde „Kammermusik vom Blatt“ spielten. Yehudis Eltern engagierten einen Deutschlehrer und eine Italienischlehrerin aus Mailand. Mit Giesen sprach Yehudi bald Deutsch. Nach einer Tournee gab ihm Adolf Busch im Sommer 1930 den letzten geigerischen Schliff. Der Busch-Gesellschaft schrieb er 1966 aus London: „Durch Adolf Busch habe ich das tiefe Erbe der deutschen Musik kennengelernt.“

### Weltkarriere

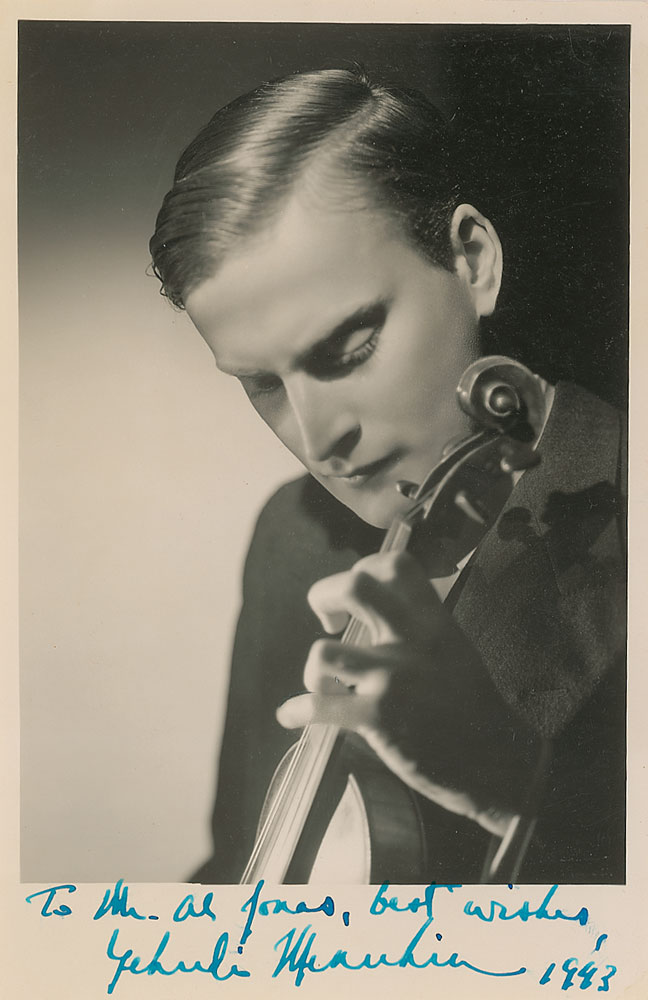
Yehudi Menuhin (1943)

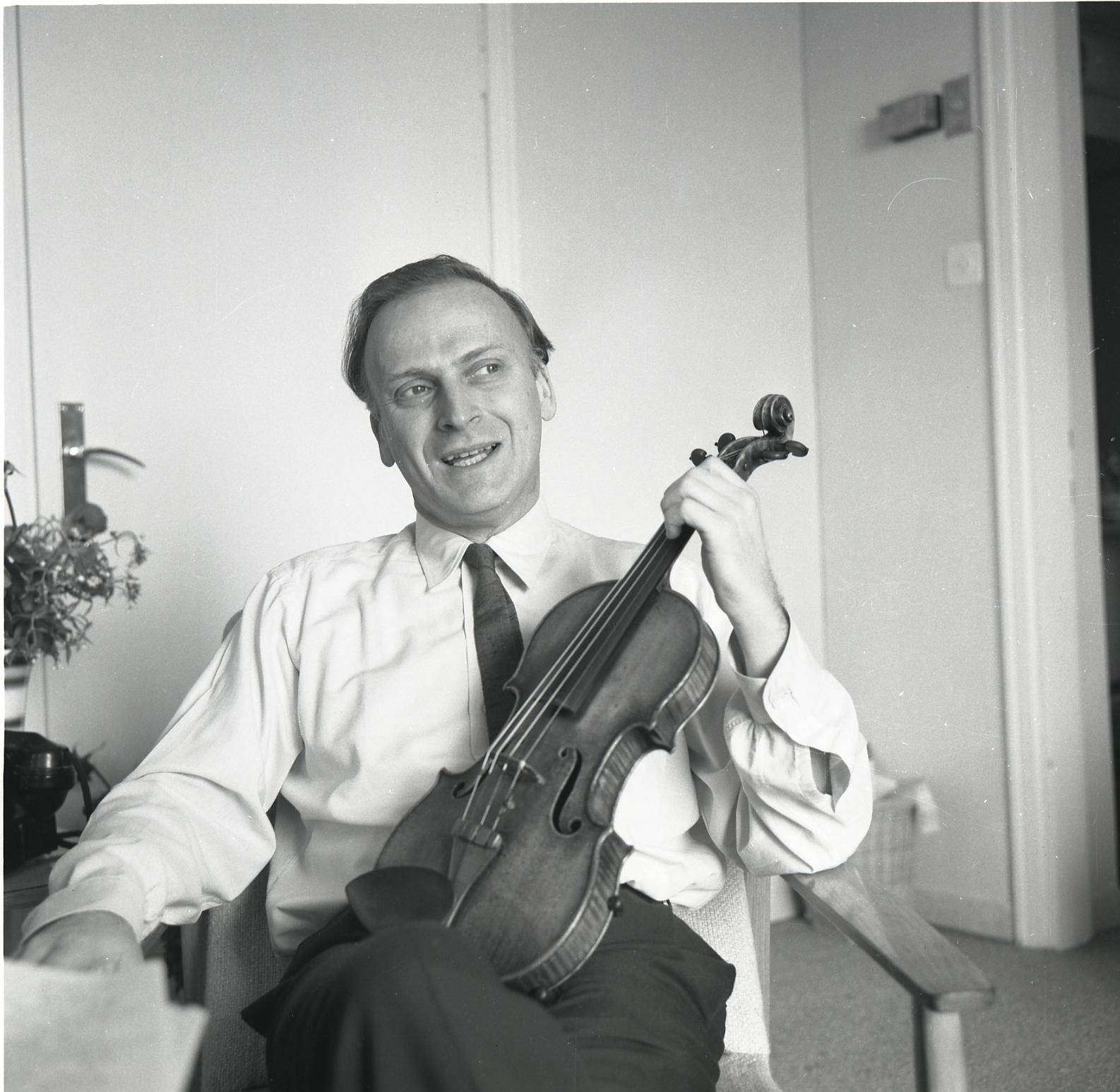
Menuhin, 1963

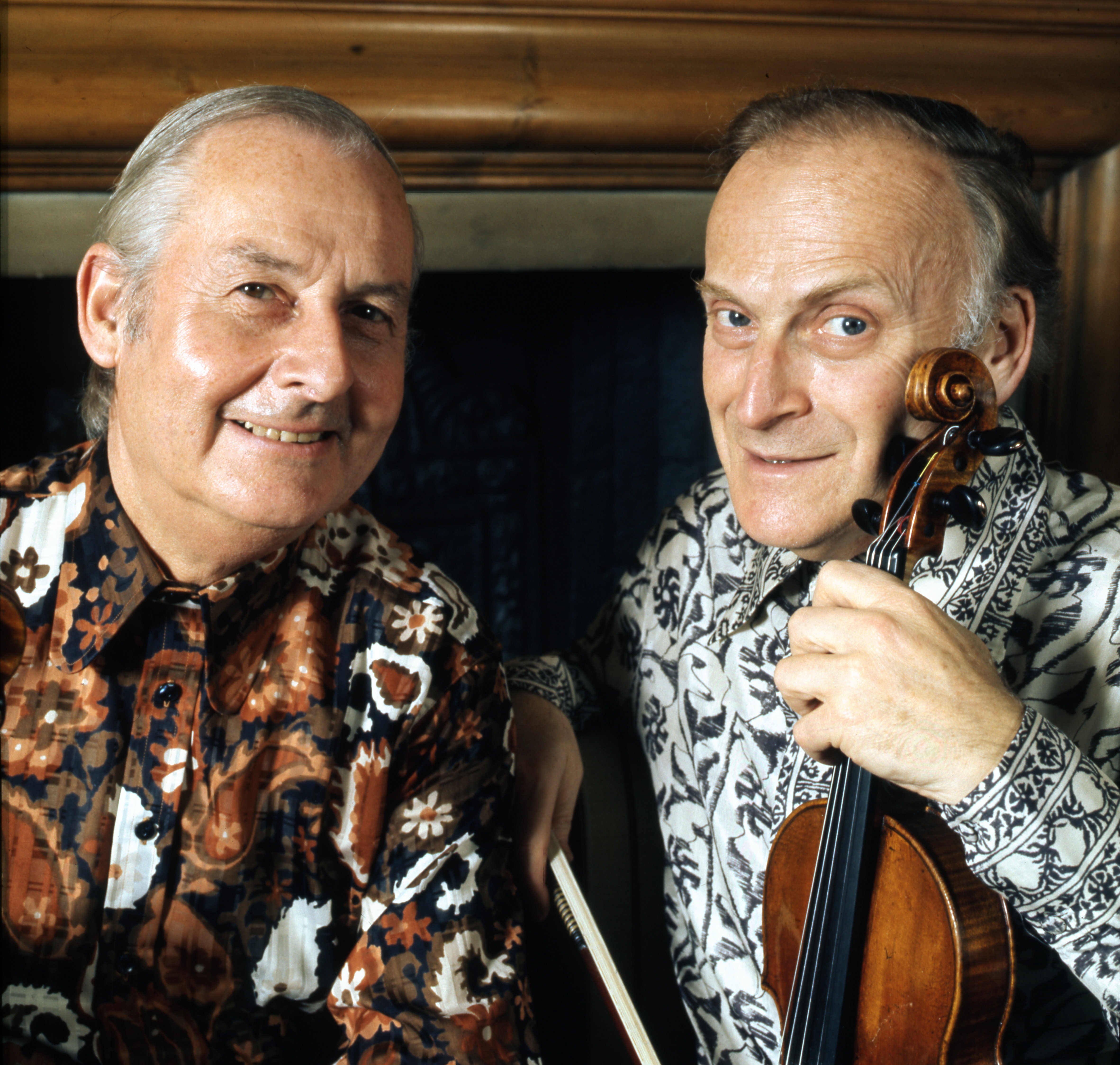
Menuhin mit Stéphane Grappelli, 1976

In den Jahren 1929 bis 1931 unternahm Yehudi Menuhin zusammen mit seinem Klavierbegleiter Hubert Giesen und seinem Vater Tourneen in Europa und Amerika. Danach wurde der polnische Pianist Artur Balsam sein Klavierbegleiter.
1931 zog die Familie Menuhin nach Ville-d’Avray in der Nähe von Paris und lebte dort bis 1934. Dort freundete er sich mit dem vier Jahre jüngeren späteren Romancier Boris Vian an. 1932 spielte Menuhin in der Royal Albert Hall in London mit dem London Symphony Orchestra unter der Leitung von Sir Thomas Beecham, gefolgt von dem Violinkonzert Edward Elgars, das der Komponist selbst dirigierte.
1935 absolvierte er eine Welttournee in Australien, Neuseeland, Südafrika und Europa mit 110 Konzerten in 72 Städten. Danach nahm er eine Auszeit von 1 ½ Jahren in Los Gatos, Kalifornien. Das Wunderkind-Phänomen war in sich zusammengebrochen, Menuhin konnte nicht mehr so spielen wie zuvor und musste einen neuen Zugang zu seinem Instrument finden. Im Mai 1938 heiratete der 22-jährige Menuhin die 19-jährige Australierin Nola Nicholas in London, die er neun Wochen zuvor kennengelernt hatte. 1939 unternahm er seine erste Konzertreise nach Südamerika. Mit seiner Schwester Hephzibah gab er 1940 in Australien Konzerte und machte Aufnahmen mit ihr.
1941 traten die Vereinigten Staaten in den Zweiten Weltkrieg ein. Bis zum Kriegsende gab Menuhin mehr als 500 Konzerte vor alliierten Soldaten. Diese Konzertreisen führten ihn bis nach Alaska, auf die Aleuten und nach Hawaii. Bei seiner zweiten Weltkriegs-Tournee nach Großbritannien begegnete er im September 1944 der Tänzerin und Schauspielerin Diana Gould, die drei Jahre später seine zweite Ehefrau werden sollte. Dem notleidenden Béla Bartók erteilte er den Auftrag für eine Solo-Violinsonate, die er im November 1944 in der New Yorker Carnegie Hall uraufführte. Für überlebende Insassen einiger befreiter Konzentrationslager, darunter des KZ Bergen-Belsen, spielte er im Juli 1945, am Klavier begleitet von Benjamin Britten.
1946 nahm er mit dem Dallas Symphony Orchestra unter der Leitung von Antal Doráti Bartóks Violinkonzert Nr. 2 auf. 1947 kehrte er nach Deutschland zurück, wo er als erster jüdischer Musiker nach dem Holocaust mit den Berliner Philharmonikern unter Wilhelm Furtwängler einige Konzerte aufführte. Er sah dies als einen Akt der Versöhnung und erklärte Kritikern, er wolle damit die Musik und den Geist Deutschlands wiederbeleben. Zuvor gab es bereits eine Begegnung mit Furtwängler – auf neutralem Boden – im schweizerischen Luzern, als sie im August 1947 zusammen mit dem dortigen Festspielorchester im Kunsthaus Luzern Beethovens Violinkonzert aufführten. Dieses Konzert wurde von der britischen Gramophone Co. Ltd. mitgeschnitten und unter His Master’s Voice auf Grammophonplatten veröffentlicht.
Menuhins erste Ehe endete 1947 in Scheidung. Daraufhin konnte er im Oktober 1947 Diana Gould heiraten. Sie begleitete ihn bei allen seinen Tourneen. Im Jahr 1950 bereisten sie in fünf Monaten fünf Kontinente, er gab 147 Konzerte. Im nächsten Jahr folgte die erste Japan-Tournee. 1952 unternahm er eine Konzertreise nach Indien, um mit den Einnahmen Nahrungsmittelhilfen zu unterstützen. Dabei begegnete er Nehru und seinem späteren Yoga-Lehrer B. K. S. Iyengar. In den Jahren 1952 bis 1960 reiste das Ehepaar Menuhin nie mit dem Flugzeug. Die Geigerin Ginette Neveu war 1949 bei einem Flugzeugabsturz ums Leben gekommen, ebenso 1953 Jacques Thibaud.
1955 zog Menuhin von Amerika nach Europa um. Er lebte von nun an in London sowie in Gstaad, einem kleinen Ort im Berner Oberland, der zur Gemeinde Saanen gehört. 1957 gab er in der Kirche Saanen zwei Konzerte mit Benjamin Britten, Peter Pears und Maurice Gendron. Damit begründete er das Menuhin Festival in Gstaad, das sich später enorm ausweitete. Von 1959 bis 1968 war er künstlerischer Leiter des Internationalen Musikfestivals in Bath. In dieser Zeit arbeitete er intensiv mit dem Bath Festival Orchestra zusammen. Von 1969 bis 1972 war er zusammen mit Ian Hunter künstlerischer Leiter des Windsor Festivals.

Yehudi Menuhin in der Lukaskirche Luzern,
Foto: Herbert Maeder, 1957

Mit dem Sitar-Virtuosen Ravi Shankar, den er 1952 in Indien kennengelernt hatte, kam es 1966 zu einer künstlerischen Zusammenarbeit, die 1967 zur Aufnahme der Koproduktion West meets East in England führte. In den 1970er Jahren ergab sich mit dem Jazzgeiger Stéphane Grappelli eine weitere musikalische Zusammenarbeit.
Menuhin war vor allem als Geiger bekannt, spielte aber auch Bratsche, wovon mehrere auf Platte aufgenommene Werke zeugen, darunter Berlioz’ Harold-Sinfonie mit Solobratsche (Einspielung 1963) sowie die Bratschenkonzerte von Béla Bartók (Einspielung 1967) und William Walton (Einspielung 1970).
1970 wurde der Amerikaner Menuhin durch Einbürgerung in der Gemeinde Grenchen im Kanton Solothurn auch Schweizer Staatsbürger, nachdem ihm Grenchen 1968 bereits die Ehrenbürgerschaft verliehen hatte. 1985 wurde er zusätzlich britischer Staatsbürger.
Ende der 1950er Jahre hatte Menuhins zweite Karriere als Dirigent begonnen. Anfang der 1990er Jahre gab er seine letzten Konzerte mit der Violine in dem Bewusstsein, dass seine Technik nicht mehr perfekt war. Er konzentrierte sich nun auf das Dirigieren.

### Menuhin als Dirigent
Menuhin sagte rückblickend, er habe davon geträumt, ein Orchester zu dirigieren, seit er elf Jahre alt war. 1946 trat er erstmals als Dirigent in Erscheinung, als er mit dem Dallas Symphony Orchestra in einer halböffentlichen Probe das Vorspiel von Wagners Meistersinger-Oper einübte.
Seine Karriere als Dirigent begann mit den Orchestern des Internationalen Musikfestivals in Bath, wo er 1959 künstlerischer Leiter geworden war, und seines eigenen Festivals in Gstaad. Mit dem Bath Festival Orchestra spielte er seine ersten Platten als Dirigent ein, zum Beispiel 1960 eine Aufnahme von Bachs Orchestersuiten. 1966 dirigierte er in Bath seine erste Oper, Mozarts Così fan tutte. Ab Ende der 1960er Jahre trat er regelmäßig als Dirigent auf.
1970 dirigierte er in Windsor Castle die Uraufführung von Oliver Knussens zweiter Sinfonie in ihrer ersten Fassung.
1975 begann die Zusammenarbeit mit dem Royal Philharmonic Orchestra; Menuhin unternahm mit dem Orchester in diesem Jahr seine erste Amerika-Tournee als Dirigent. 1982 wurde er Präsident des Orchesters. Zu dieser Zeit hatte er als Dirigent mit den meisten führenden Orchestern der Welt zusammengearbeitet, wobei viele Aufnahmen entstanden.
1984 war Menuhin an der Gründung der Sinfonia Varsovia beteiligt und wurde deren ständiger Gastdirigent. 1990 dirigierte er das von ihm mitgegründete Asian Youth Orchestra bei dessen erster Tournee durch Japan, Taiwan, Singapur und Hongkong mit Julian Lloyd Webber als Solist.
Einige Konzerte, bei denen Menuhin dirigierte, hatten eine über die Musik hinausgehende Bedeutung, so 1983 ein Konzert für Papst Johannes Paul II. mit der Sinfonia Varsovia in Castel Gandolfo sowie Aufführungen von Händels Messiah 1989 im Moskauer Kreml im Zeichen des politischen Umbruchs in der Sowjetunion und 1995 in einem Township bei Johannesburg zur Feier der Überwindung der Apartheid in Südafrika. Nach dem Ende des Bosnienkriegs dirigierte Menuhin 1996 ein Friedenskonzert in Sarajevo unter der Schirmherrschaft von Deutschland, der Europäischen Kommission und der UNESCO. In diesem Jahr feierte Menuhin seinen 80. Geburtstag und dirigierte mehr als 110 Konzerte.
Bei der Aufführung von Violinkonzerten arbeitete Menuhin in den 1990er Jahren oft mit Daniel Hope zusammen und gab ihm während der gemeinsamen Tourneen Unterricht. Menuhin und Hope traten in mehr als 60 Konzerten zusammen auf. Auch bei Menuhins letztem Konzert, das im Rahmen einer Deutschlandtournee mit der Sinfonia Varsovia am 7. März 1999 in der Tonhalle Düsseldorf stattfand, war Hope der Solist. Menuhin starb überraschend fünf Tage danach im Martin-Luther-Krankenhaus in Berlin.
Menuhins Vertrag mit EMI dauerte knapp 70 Jahre und ist der zeitlich längste in der Geschichte der Musikindustrie. Seine erste Einspielung für das Label His Master’s Voice, das ab 1931 zu EMI gehörte, machte er als Geiger im November 1929, seine letzte als Dirigent im Jahr 1999.

### Weitere Interessen und Aktivitäten

#### Yoga und Gesundheit
1951 begann Menuhin sich für Yoga zu interessieren, nachdem er im Wartezimmer einer Arztpraxis in Neuseeland ein Buch über Yoga entdeckt hatte. Er begann nun mit täglichen Yogaübungen, zu denen ein mindestens 15 Minuten langer Kopfstand gehörte. Während einer Konzertreise 1952 in Indien begegnete er dem Yogalehrer B. K. S. Iyengar. Daraus entwickelte sich eine lebenslange, fruchtbare Freundschaft. 1954 lud Menuhin Iyengar ein, nach Europa zu kommen und ihn dort als sein Yogalehrer zu begleiten. Iyengar nahm die Einladung an. In der Folge machte Iyengar Yoga im Westen populär. Menuhin trug auch selbst zu dieser Entwicklung bei, zum Beispiel schon 1953, als in der Zeitschrift Life eine Reihe von Bildern zu sehen waren, die ihn in diversen Yoga-Haltungen zeigten, dazu die Überschrift Yehudi’s Yoga. Menuhin schrieb jeweils ein Vorwort zu zwei wegweisenden Yoga-Lehrbüchern: Yoga For Americans von Indra Devi (1959) und Light on Yoga von B. K. S. Iyengar (1966). Er praktizierte Yoga bis ins hohe Alter und nutzte es nicht zuletzt, um sich vor Konzerten in einen entspannten Zustand zu bringen. 1982 bereicherte er ein Konzert zum 100-jährigen Jubiläum der Berliner Philharmoniker mit einer selbstironischen Einlage als „Yogi“, indem er den Anfang von Beethovens 5. Sinfonie auf dem Kopf stehend mit den Füßen dirigierte.
Menuhin hielt gesunde Ernährung für wichtig. Er warnte regelmäßig vor dem Verzehr von weißem Reis und weißem Brot (anstelle von Vollkornprodukten), raffiniertem Zucker und rotem Fleisch. Er empfahl eine vegetarische Lebensweise und war an der Gründung eines Naturkostladens in London beteiligt.
Menuhins Lebensstil kann als rastlos beschrieben werden. Schon als Jugendlicher „hetzte [er] über die Kontinente, durch Konzertsäle und Aufnahmestudios“. Später belastete ihn, zusätzlich zu seinem enormen Arbeitspensum als Musiker, das Engagement für seine Musikschule in England und die anderen von ihm gegründeten Institutionen. Menuhin eilte bis ins hohe Alter von einem Ort und einem Projekt zum nächsten. Sein Biograf Philip Bailey schrieb: „Menuhins Odyssee wurde von einem allgegenwärtigen Terminkalender regiert.“ Wenn der Zeitdruck überhandnahm und ins Chaos zu münden drohte, pflegte Menuhins Frau Diana zu sagen, es sei unmöglich, das gemeinsame Leben mit ihrem Mann zu parodieren, denn es sei schon selbst eine einzige, lange Parodie. Sie hatte die Dominanz von Menuhins Terminkalender schon am ersten Tag ihrer Ehe zu spüren bekommen, denn gleich nach dem Termin im Standesamt in Chelsea fuhr ihr Gatte zu seiner nächsten Konzertprobe.

#### Naturschutz und Ökologie
Menuhin erhob seine Stimme gegen Umweltverschmutzung und warb für ökologische Verantwortung schon lange, bevor dies ein vorrangiges Thema in den Medien wurde. Er fuhr als einer der ersten Einwohner Londons ein Elektroauto; sein erstes Elektroauto bestellte er 1976 in Detroit. Er machte sich auch Gedanken über menschenfreundliche Stadtplanung; so schlug er vor, die Straßen von New York in Fußgängerzonen umzuwandeln und den Autoverkehr in den Untergrund zu verlegen.
Menuhin war am Zustandekommen einer Komposition zur Würdigung des Artenschutzes beteiligt, nämlich des Orchesterstücks Wildlife (Celebration) von Priaulx Rainier, mit dem 1984 das 25-jährige Bestehen des Jersey Zoo gefeiert wurde, der damals Durrell Wildlife Park genannt wurde. Dessen Gründer Gerald Durrell vergab den Auftrag der von ihm erwünschten Komposition auf Anraten von Menuhin an Rainier, die mit Wildlife (Celebration) ihr letztes Werk schuf. Bei der Uraufführung im Beisein von Prinzessin Anne dirigierte Menuhin das Jugendorchester von Jersey und spielte die Solovioline.

#### Politik
Menuhin setzte sich jahrzehntelang persönlich für Frieden, Völkerverständigung, Demokratie und Menschenrechte ein – in Diskussionen und Telefonaten mit zahlreichen Politikern, durch symbolträchtige Auftritte, in Interviews und Reden, aber auch schriftlich in seinen Büchern, Zeitungsartikeln und Leserbriefen. Auf seiner offiziellen Website heißt es dazu: „Er pflegte Staatspräsidenten, Fürsten und Politiker in Gespräche zu verwickeln und ihnen leidenschaftlich und dringlich zu sagen, was zu tun sei“, und fast entschuldigend: „Manchmal ging das, was er sagen wollte, im Überschwang des Gefühls verloren.“
Dieses leidenschaftliche politische Engagement brachte Menuhin nicht nur Anerkennung ein, sondern teilweise auch Konflikte und Anfeindungen. Als er schon kurz nach dem Zweiten Weltkrieg mit Wilhelm Furtwängler und den Berliner Philharmonikern auftrat, um ein Zeichen der Versöhnung zu setzen, zog er damit den Zorn jüdischer Organisationen auf sich, die Furtwängler als Nutznießer des Nazi-Regimes bewerteten. Nachdem eine dieser Organisationen dazu aufgerufen hatte, seine Konzerte zu boykottieren, nahm er Furtwängler in Schutz und verwies darauf, dieser habe jüdischen Musikern geholfen. Er sagte, es sei nötig, nach dem Krieg die Wunden zu heilen, und erklärte: „Liebe, nicht Hass, wird die Welt heilen.“ Er sprach sich 1949 wiederum für Furtwängler aus, als das Chicago Symphony Orchestra erwog, ihn zu ihrem Chefdirigenten zu machen. Eine Gruppe berühmter Musiker – unter anderem die Geiger Isaac Stern und Nathan Milstein, die Pianisten Arthur Rubinstein und Vladimir Horowitz, die Sängerin Lily Pons – drohten mit einem lebenslangen Boykott des Orchesters für den Fall der Ernennung Furtwänglers. Menuhin schrieb dem Orchester ein Telegramm, in dem er den Protest seiner Kollegen als völlig indiskutabel zurückwies. Furtwängler zog schließlich seine Bewerbung zurück. Menuhins erneute Parteinahme zugunsten von Furtwängler löste bei vielen Juden in aller Welt Empörung aus. Als er 1950 seine erste Konzertreise in Israel absolvierte, gab es Bombendrohungen; er ließ sich dadurch jedoch nicht einschüchtern und setzte die Auftritte fort, mit seiner Schwester Hephzibah als Klavierbegleiterin.
Menuhin gab sehr viele Benefizkonzerte zugunsten von Israel und israelischen Wohltätigkeitsorganisationen. Damit setzte er sich von seinem Vater ab, der sich in den 1930er Jahren zu einem kompromisslosen Gegner des Zionismus entwickelt hatte und sich folgerichtig weigerte, den Konzerten seines Sohnes in Israel beizuwohnen. 1967 gab Menuhin nach dem Sechstagekrieg Benefizkonzerte sowohl für israelische Organisationen als auch für Organisationen, die sich um arabische Flüchtlinge kümmerten. Menuhin war beim israelischen Publikum nicht unumstritten, weil er sich nicht vorbehaltlos auf die Seite Israels stellte. Zum Beispiel forderten Leonard Bernstein und hundert weitere Künstler ihn 1975 vergeblich auf, kulturelle Aktivitäten der UNESCO zu boykottieren, um gegen deren Weigerung zu protestieren, Israel als Mitgliedsstaat aufzunehmen. Menuhin, der damals Präsident des Internationalen Musikrates des UNESCO war, wies das Ansinnen zurück. Er sagte, er halte Boykotte für feige und er unterstütze die Kritik der UNESCO an den von Israel betriebenen archäologischen Grabungen in Jerusalem. Einen gemeinsamen Staat für Juden und Palästinenser sah er als einzige Möglichkeit zur friedlichen Lösung des Nahostkonflikts.
Menuhin lehnte nicht nur den Zionismus ab, sondern jede Form des Nationalismus. Schon in seinen ersten Interviews bezeichnete er sich als Internationalist. In den 1950er Jahren vertrat er die Meinung, ein Weltfrieden könne nur durch die Einrichtung einer Weltregierung erreicht werden.
Bei dem Kongress des Internationalen Musikrates 1972 in Moskau kritisierte er in einer Rede die Regierung der Sowjetunion wegen ihres Umgangs mit Dissidenten wie Alexander Solschenizyn und Mstislaw Rostropowitsch. Die Prawda berichtete zwar nicht darüber, aber Menuhins Rede wurde in russischer Übersetzung heimlich verbreitet. Die Folge war, dass Menuhin nicht mehr in der Sowjetunion auftreten durfte. Erst 1987 sorgte Michail Gorbatschow dafür, dass der Bann mit einer offiziellen Einladung aufgehoben wurde. Im nächsten Jahr reiste Menuhin wieder in das Land, aus dem seine Eltern stammten.
Menuhin mied Südafrika wegen der dort betriebenen Apartheid-Politik. 1950 hatte er das Land besucht, sich dabei aber gegen die Rassentrennung ausgesprochen und darauf bestanden, sowohl vor weißem wie vor schwarzem Publikum aufzutreten. 1956 reiste er noch einmal nach Südafrika, um bei einem Festival in Johannesburg mitzuwirken, mit dem das 70-jährige Gründungsjubiläum der Stadt gefeiert wurde. Dann blieb er vier Jahrzehnte lang fern – erst nach dem Ende der Apartheid kam er, inzwischen 79 Jahre alt, wieder nach Südafrika.
Menuhin setzte sich für die Roma ein, denen er sich verbunden fühlte, seit er im Alter von elf Jahren mit ihnen in Rumänien in Kontakt gekommen war und ihre virtuose Musik kennengelernt hatte. Er sagte einmal, er sei Jude, bleibe aber „im Herzen immer ein Zigeuner“, denn die Geiger seien Nomaden wie die Zigeuner; diesen sei nie Gerechtigkeit widerfahren, und die Erde samt der Menschheit sei so lange unwürdig, „bis die Zigeuner in völliger Freiheit umherziehen können“. Zusammen mit Emir Kusturica wirkte er an einer Dokumentation von Jean-Marie Cavada über die Roma mit. 1995 präsentierte er zusammen mit Ravi Shankar im Fernsehen eine Live-Sendung aus dem Cirque Royal in Brüssel mit dem Titel „Von der Sitar zur Gitarre“ – mit Musik und Tanz wurde dabei die Wanderung der Roma von Indien bis nach Spanien nacherzählt. 1997 war Menuhin Ehrengast beim Kongress der europäischen Roma in Barcelona. Er entwickelte die Vision einer Assembly of Cultures („Versammlung der Kulturen“), in der die Roma und alle anderen kulturellen Minderheiten in Europa zu Wort kommen sollten. 1997 fand ein erstes Treffen der Assembly of Cultures in Brüssel statt. Menuhins Stiftung führt die kulturelle Zusammenarbeit mit den Roma bis heute weiter.

#### Unterstützung gemeinnütziger Organisationen
Neben der aufwändigen Betreuung der von ihm selbst gegründeten musikalischen Institutionen (siehe unten) half Menuhin einer unüberschaubaren Anzahl verschiedener kultureller oder wohltätiger Organisationen – von Musikschulen und Vereinen zur Pflege des Erbes von Komponisten bis hin zu beispielsweise dem Tierschutzverein Friends of Animals, einem britischen Verein zur bodenschonenden Gartennutzung (Good Gardeners Association) und der Initiative des Juristen Grenville Clark (1882–1967), der den Weltfrieden durch die Schaffung eines weltumspannenden Rechtssystems voranbringen wollte. Menuhin unterstützte Hunderte gemeinnütziger Organisationen unter anderem mit Benefizkonzerten, als Schirmherr oder als Vorstandsmitglied.
Ein Beispiel aus Menuhins letztem Lebensjahr war seine Schirmherrschaft für den Verein Il canto del mondo – Internationales Netzwerk zur Förderung der Alltagskultur des Singens e. V., der 1999 gegründet wurde. Menuhin verfasste als Schirmherr den Text Zur Bedeutung des Singens, in dem er das Singen als die eigentliche Muttersprache des Menschen pries.

### Ehen und Kinder
Am 26. Mai 1938 heiratete Menuhin im Alter von 22 Jahren Nola Nicholas, die 19-jährige Tochter eines australischen Industriellen, in London. Im selben Jahr heirateten auch Menuhins Schwestern; Hephzibah heiratete Lindsay Nicholas, den Bruder von Nola Nicholas. Yehudi und Hephzibah Menuhin und die Geschwister Nicholas waren im März 1938 zufällig Gäste im selben Londoner Hotel gewesen und hatten sich nach einem Konzert von Yehudi Menuhin im Backstage-Bereich kennengelernt. Aus Menuhins erster Ehe, die 1947 geschieden wurde, gingen zwei Kinder hervor, Zamira (* 1939) und Krov (* 1940). Zamira Menuhin war in den 1960er Jahren mit dem Pianisten Fou Ts’ong verheiratet. Von 1993 bis 2017 war sie im leitenden Gremium der Musikschule ihres Vaters in England tätig, anschließend wurde sie Vizepräsidentin der Schule. Zamira Menuhin Benthall ist zudem Schirmherrin des Menuhin Competition Trust und Ehrenvorsitzende von Live Music Now in Deutschland. Krov Menuhin führte ein wagemutiges Leben als Rennfahrer, Soldat bei den Green Berets, Pilot, Taucher, Unterwasser-Dokumentarfilmer, Naturschützer und Filmemacher. Er hat im Jahr 2018 eine Autobiografie unter dem Titel An Unusual Life („Ein ungewöhnliches Leben“) veröffentlicht.
In zweiter Ehe heiratete Menuhin am 19. Oktober 1947 in London die Tänzerin und Schauspielerin Diana Gould (* 12. November 1912; † 25. Januar 2003). Sie hatte es bis zur Primaballerina gebracht, gab aber im Jahr der Heirat ihren Beruf auf, um fortan als ständige Begleiterin ihres Mannes zu leben und für sein Wohlergehen zu sorgen. Aus dieser Ehe stammen zwei Söhne, Gerard (* 23. Juli 1948) und Jeremy (* 2. November 1951); ein drittes Kind (Alexis, *† 1955) starb innerhalb einer Stunde nach der Geburt. Die Söhne wuchsen mit Kindermädchen auf. Jeremy Menuhin ist als Pianist und Komponist der einzige Musiker unter Yehudi Menuhins Kindern.

### Instrumente
Menuhin erhielt seine erste Violine von einigem Wert im Alter von acht Jahren, als zwei Gönner ihn 1924 mit einer 7/8-Geige aus Mailand im Wert von 800 Dollar ausstatteten. Man ging damals davon aus, dass es eine Geige von Giovanni Battista Grancino war. Mit diesem Instrument bestritt Menuhin sein Debüt in New York im Januar 1926.
Für seine ersten beiden Auftritte in Paris im Februar 1927 suchte er sich zusammen mit seiner Familie eine „ganze“ Geige bei dem Pariser Händler Henri Tournier aus, eine Grancino (ca. 1695) im Wert von 3000 Dollar. Sein Mäzen Sidney Ehrman bezahlte den Kaufpreis. Auf dieser Geige spielte Menuhin in Oakland auch seine ersten Aufnahmen ein. Danach spielte er auf verschiedenen Violinen, mit denen er jedoch Schwierigkeiten hatte, darunter eine Guadagnini, wieder von Ehrman zur Verfügung gestellt, und eine Guarneri del Gesù, eine Leihgabe von Lyon & Healy in Chicago.
1928 durfte Menuhin an seinem 12. Geburtstag die Stradivari „Khevenhüller“ (1733) ausprobieren. Dieses wertvolle Instrument konnte aber damals noch nicht finanziert werden. Erst der Bankier, Kunstsammler und Philanthrop Henry Goldman aus der Familie Goldman-Sachs verhalf Menuhin zu der „Khevenhüller“. Der blinde Goldman hatte im November 1927 in der Carnegie Hall Menuhin das Violinkonzert von Beethoven spielen gehört und war davon tief beeindruckt. Bei einem weiteren Menuhin-Konzert in der Carnegie Hall beschloss er, dem jungen Künstler die beste verfügbare Violine zu schenken. Bei dem New Yorker Händler Emil Herrmann durfte Menuhin drei Stradivaris ausprobieren, darunter die „Betts“ (1704) und die „Maximilian“ (1709). Menuhin entschied sich für die „Khevenhüller“, Goldman bezahlte den Preis von 60.000 Dollar. Im Januar 1929 stellte Menuhin die „Khevenhüller“ bei einem Pressetermin in New York als sein neues Instrument vor. Auf dieser Stradivari spielte er bei seinem Berliner Debüt im April 1929. Er behielt sie bis zu seinem Tod.
1932 spielte Menuhin kurzzeitig jene Guarneri del Gesù aus dem Jahr 1740, die zuletzt das Hauptinstrument des im Vorjahr verstorbenen Eugène Ysaÿe gewesen war, und verwendete sie auch für Plattenaufnahmen. Der mit Menuhin befreundete Geigenbauer und Händler Emile Français lieh ihm dieses Instrument aus.
Derselbe Emile Français baute 1935 für Menuhin eine Kopie der „Khevenhüller“ und präsentierte sie ihm im Januar 1936. Die Kopie erwies sich als klanglich gleichwertig mit dem Original. Menuhin verwendete die Français gelegentlich, zum Beispiel wenn das Mitführen der wertvollen Stradivari bei einer Konzertreise riskant erschien.
Menuhins erste Frau Nola schenkte ihm im September 1939 anlässlich der Geburt ihres ersten Kindes, der Tochter Zamira, eine Violine von Giuseppe Giovanni Guarneri (genannt „filius Andreae“). Menuhins anfängliche Begeisterung ließ nach einigen Jahren nach. Er spielte die Guarneri nur noch selten und lieh sie  später seinem Lieblingsschüler Alberto Lysy, der jahrzehntelang auf ihr spielte.
Bei seinen zahlreichen Auftritten vor Soldaten und Verwundeten im Zweiten Weltkrieg verwendete Menuhin sicherlich nicht seine Stradivari, sondern zumeist die Kopie von Français; oder beispielsweise bei einem Auftritt in England in 1944 eine Guarneri als Leihgabe von W. E. Hill & Sons in London. Für ein Konzert im befreiten Paris lieh er sich Jacques Thibauds Stradivari aus und gab sie am Ende des Konzerts derart unverzüglich zurück, dass er sich für die Zugabe das Instrument des Konzertmeisters ausleihen musste.
1950 erwarb er eine zweite Stradivari, die „Soil“ (1714), von Emil Herrmann. Ihr Ton war kräftiger als der feinere Klang der „Khevenhüller“ und ermöglichte es ihm, auch bei vollem Orchesterklang gut hörbar zu bleiben. Er setzte sie deshalb meist beim Spiel mit Orchester und auch bei zahlreichen Plattenaufnahmen ein. Im Jahr 1986 verkaufte er die „Soil“ jedoch an Itzhak Perlman, um sein neues Haus finanzieren zu können.
1966 blätterte Menuhin interessiert in einem Hill-Katalog wertvoller Guarneri-Geigen und wurde auf die „d’Egville“ (1735) aufmerksam, die gerade bei einem Händler in Braunschweig verfügbar war. Er flog so schnell wie möglich dorthin, lieh sich das Instrument und spielte es eineinhalb Jahre lang mit Begeisterung, bevor er es an den Händler zurückgab.
1972 kaufte er eine andere Guarneri, die „Ebersholt“ (1739), und behielt sie sechs Jahre lang. Er verkaufte sie 1978 bei Sotheby’s und erwarb dafür bei Jacques Français wiederum eine Guarneri – die „Lord Wilton“ (1742), die er bis zu seinem Tod behielt.
Menuhin besaß darüber hinaus weitere alte Geigen: eine von Sanctus Seraphin aus Venedig (1739), die ihm George Enescu 1954 vor seinem Tod anvertraut hatte, sowie Instrumente von Giovanni Bussetto aus Cremona (1680) und Nicolò Marchioni, genannt „Don Nicolò Amati“, aus Bologna (1730). Außerdem ließ er sich mehrmals eine Violine neu bauen, zum Beispiel 1961 von Marino Capicchioni in Rimini.

### Nachlass
Bald nach Menuhins Tod wurden viele Instrumente aus seinem Besitz bei einer Auktion von Sotheby’s versteigert. Den höchsten Preis, 133.500 Pfund, erzielte die Violine von Giovanni Bussetto von 1680. Menuhins wertvollste Instrumente waren bei dieser Auktion nicht im Angebot, so auch die Guarneri „Lord Wilton“. Sie wurde für 6 Millionen Dollar an den US-amerikanischen Geiger und Instrumentensammler David Fulton verkauft.
Im Februar 2004 erwarb die Royal Academy of Music Menuhins umfangreiches Archiv für 1,2 Millionen Pfund von seinen Erben – unter anderem die von Menuhin verwendeten Noten mit seinen Eintragungen, Autographe von Auftragskompositionen, Korrespondenz und Fotografien. Weiterer Besitz aus dem Nachlass der Menuhins wurde im Mai 2004 von Sotheby’s versteigert: Gemälde, Schmuck, Möbel, Geschirr und Kleidung, aber auch der Bechstein-Flügel von Diana Menuhin.

## Initiator musikalischer Institutionen

### Menuhin Festival und Akademie in Gstaad
1957 begründete Menuhin das Menuhin Festival in Gstaad. 1977 folgte, ebenfalls in Gstaad, die Gründung der Internationalen Menuhin-Musik-Akademie (englisch International Menuhin Music Academy, IMMA).

### Yehudi Menuhin School
Im Jahr 1963 gründete Menuhin, unzufrieden mit dem Standard des Violinunterrichts in Großbritannien, in einem ehemaligen Hotel in Kensington die Yehudi Menuhin School, die im folgenden Jahr nach Stoke d’Abernon in Surrey verlegt wurde. In den letzten Jahrzehnten seines Lebens hielt sich Menuhin oft an seiner Schule auf. Viele Schüler wurden erfolgreiche Musiker, darunter Nigel Kennedy, Tasmin Little, Alina Ibragimova und Nicola Benedetti. Menuhins Biograf Humphrey Burton bewertet die Gründung dieser Musikschule als die wichtigste bleibende Leistung Menuhins abseits der Konzertbühne.
Hier wurde Menuhin bestattet – unter einem Baum, den er selbst anlässlich seines 80. Geburtstags gepflanzt hatte. Die ersten Nachfolger Menuhins als Präsident der Schule waren Mstislaw Rostropowitsch (2000–2007) und Daniel Barenboim (2007–2020). Im Januar 2006 wurde eine neue Konzerthalle mit rund 300 Sitzplätzen eröffnet, die Menuhin Hall.

### Live Music Now
„Musik heilt, Musik tröstet, Musik bringt Freude“ – diese Erfahrung motivierte Menuhin, im Jahr 1977 zusammen mit dem Philanthropen Ian Stoutzker Live Music Now in England zu gründen. Die Mitglieder der gemeinnützigen Organisation organisieren eintrittsfreie Konzerte in sozialen Einrichtungen, deren Bewohner keine Konzerte besuchen können (Altenheime, Krankenhäuser, Behindertenheime, Gefängnisse etc.). Die Musiker erhalten dabei die Gelegenheit, sich in der Kunst des Vortrags zu üben und Kontakt zum Publikum zu finden. In Deutschland ist die Organisation mittlerweile in 20 Städten und Regionen tätig.

### Menuhin Competition
1983 rief er die Yehudi Menuhin International Competition for Young Violinists (kurz: Menuhin Competition) ins Leben, einen renommierten Wettbewerb für junge Geiger. Die Teilnehmer dürfen höchstens 21 Jahre alt sein. Der Wettbewerb findet alle zwei Jahre statt, zuletzt in Oslo (2010), Peking (2012), Austin (2014), London (2016) und Genf (2018). Wegen der Corona-Pandemie wurde der für 2020 geplante Wettbewerb in Richmond (USA) auf 2021 verschoben. Viele erfolgreiche Teilnehmer machten international Karriere, zum Beispiel Tasmin Little, Nikolaj Znaider, Julia Fischer und Ray Chen.

### Yehudi Menuhin Foundation und MUS-E
1991 gründete Menuhin die International Yehudi Menuhin Foundation mit Sitz in Brüssel. Die Arbeit der Stiftung trägt mit verschiedenen Projekten dazu bei, dass Kinder – insbesondere in sozialen Brennpunkten – in ihrer Kreativität gefördert, in ihrer Ausdrucksfähigkeit und ihrer Persönlichkeit gestärkt und in ihrer sozialen Kompetenz unterstützt werden. 1993 begann das Hauptprojekt der Yehudi-Menuhin-Stiftung: MUS-E, ein künstlerisches Programm für Grundschulen, das derzeit (Stand 2020) in zehn europäischen Ländern, Israel und Brasilien aktiv ist. Musiker, Schauspieler, Tänzer und andere Künstler gestalten Schulstunden unter Mitwirkung der Lehrer, damit die Schüler ihre persönlichen Fähigkeiten entdecken und stärken können. MUS-E macht dabei erfahrbar, dass Vielfalt von Individualität und kultureller Herkunft jede Gemeinschaft bereichert. Die positiven Wirkungen des Bildungsprogramms sind in wissenschaftlichen Studien evaluiert und nachgewiesen worden. Schon nach 20 Jahren hatten mehr als eine Million Kinder an MUS-E-Unterrichtsstunden teilgenommen. Im Jahr 2019 waren in zwölf Ländern insgesamt 532 Künstler und 3646 Lehrer an dem Programm beteiligt; der Unterricht erreichte mehr als 61.000 Kinder an 513 Schulen.
1999 gründete er die Yehudi-Menuhin-Stiftung Deutschland. Am 25. Januar 2011 wurde bekannt, dass der Stiftungsvorstand Insolvenz anmelden musste, nachdem die Bezirksregierung Düsseldorf Ausgaben der Stiftung als nicht prüfungsfähig angesehen und daraufhin die vertraglich zugesicherten Fördermittel nicht freigegeben hatte. Es ging dabei um die Finanzierung von MUS-E-Klassen in Nordrhein-Westfalen. Das hatte zur Folge, dass bundesweit die Stiftung ihre Tätigkeit einstellen musste, wovon 22.000 Kinder betroffen waren. Der Insolvenzverwalter stellte 2018 in seinem Schlussbericht fest, dass nicht die Yehudi-Menuhin-Stiftung Deutschland die Insolvenz zu verantworten hatte, sondern die Bezirksregierung Düsseldorf. Die Arbeit der Stiftung wurde ab 2013 in der Trägerschaft des gemeinnützigen Vereins MUS-E Deutschland e. V. fortgeführt.

## Zitate
- „Das Hören auf andere Stimmen, Gegenstimmen und Dissonanzen – die Regeln der Musik spiegeln das Leben selbst.“[91]
- Yehudi Menuhin zu einem Drehorgelspieler auf der Straße: „Wir Musiker müssen zusammenhalten!“[92]

## Preise und Ehrungen

### Auszeichnungen
- 1956: Großes Bundesverdienstkreuz.
- 1960: Stern auf dem Hollywood Walk of Fame in Los Angeles.[93]
- 1964: Ehrenmitgliedschaft des Vereins Beethoven-Haus Bonn.
- 1965: Menuhin wird wegen seiner Verdienste um die Musik in Großbritannien von Königin Elisabeth II. zum Knight Commander des Order of the British Empire ernannt. Da er zu diesem Zeitpunkt US-amerikanischer Staatsbürger, also Ausländer ist, handelt es sich um eine Auszeichnung ehrenhalber. Menuhin darf seinem Namen das Kürzel KBE hinzufügen, sich aber noch nicht „Sir“ nennen.[94]
- 1965: Mozart-Medaille, verliehen durch die Mozartgemeinde Wien.[95]
- 1968: Ehrenbürger der Gemeinde Grenchen im Kanton Solothurn, Schweiz (1970 wird Menuhin durch Einbürgerung in dieser Gemeinde Schweizer Staatsbürger).[24]
- 1968: Grammy Award für die beste Kammermusik-Darbietung (zusammen mit Ravi Shankar).
- 1970: Ehrenbürger der Gemeinde Saanen im Kanton Bern, zu der Menuhins Schweizer Wohnort Gstaad gehört.
- 1971: Mitglied der American Academy of Arts and Sciences.
- 1972: Léonie-Sonning-Musikpreis
- 1979: Friedenspreis des Deutschen Buchhandels[96]
- 1980: Ernst-Reuter-Plakette des Landes Berlin
- 1982: Kulturpreis der deutschen Freimaurer
- 1984: Ernst von Siemens Musikpreis
- 1985: Menuhin nimmt die britische Staatsbürgerschaft an. Dadurch wandelt sich der ehrenhalber verliehene Titel eines Knight Commander im Order of the British Empire in eine ordentliche Mitgliedschaft in dem Verdienstorden. Er ist jetzt Sir Yehudi Menuhin, seine Ehefrau darf sich Lady Menuhin nennen.
- 1986: Moses-Mendelssohn-Preis
- 1986: Auswärtiges Mitglied der Académie des Beaux-Arts.
- 1987: Verleihung der Mitgliedschaft im Order of Merit (OM) durch die britische Königin.
- 1990: Glenn-Gould-Preis
- 1990: Brahms-Preis der Brahms-Gesellschaft Schleswig-Holstein.[97]
- 1992: Musikpreis der Stadt Duisburg
- 1993: Menuhin wird als Baron Menuhin of Stoke d’Abernon in the County of Surrey zum Life Peer erhoben.[98] Er hat nun einen Sitz im House of Lords und ist „Lord Menuhin of Stoke d’Abernon“,[72][99] kurz „Lord Menuhin“. Seine Ehefrau ist jetzt Baroness.
- 1994: Premios Konex, Klasse „Condecoración Konex“.
- 1996: Ordentliches Ehrenmitglied des Kuratoriums der Internationalen Gesellschaft zur Förderung junger Bühnenkünstler „BühnenReif e. V.“ (heute „Europäische Kulturwerkstatt e. V.“), Berufung auf Vorschlag von Staatsopernintendant Hans Pischner.
- 1997: Großkreuz des Verdienstordens der Bundesrepublik Deutschland.
- 1997: Otto-Hahn-Friedensmedaille in Gold.
- Ehrenvorsitzender des Kuratoriums des Instituts für kulturelle Infrastruktur Sachsen in Görlitz.[100]

### Menuhin als Namensgeber
- Im Johanniterviertel in Bonn wurde die Menuhinstraße nach ihm benannt.
- In Wien-Floridsdorf gibt es einen Yehudi-Menuhin-Weg.
- In Berlin-Zehlendorf gibt es den Yehudi-Menuhin-Park.
- Am Sitz der Europäischen Union in Brüssel heißt der Saal im Paul-Henri-Spaak-Gebäude, der für Konzerte und Vorführungen genutzt wird, Espace Yehudi Menuhin.
- Die Yehudi Menuhin School verfügt seit 2006 über eine neue Konzerthalle, die Menuhin Hall.[74]
- Zwischen der Kapelle in Gstaad und der Kirche in Saanen verläuft der „Yehudi Menuhin Philosophenweg“. An ihm sind zwölf Tafeln mit Zitaten von Menuhin aufgestellt.[101]
- 2015 wurde der Asteroid (52344) Yehudimenuhin nach ihm benannt.
- Seit 2016 findet in Ville-d’Avray in Frankreich, wo Menuhin von 1931 bis 1935 seinen Wohnsitz hatte,[13] jährlich ein Festival Hommage Menuhin statt.[102]

## Filme
- 1947/48: Concert Magic, USA (deutscher Titel: Zauberkonzert). Der Hollywood-Filmproduzent Paul Gordon hatte die Idee, hochwertige Konzerte im Kino erlebbar zu machen und dadurch Konzerterlebnisse auch jenen zu ermöglichen, die weit entfernt von den großen Städten lebten, in denen die besten Musiker auftraten. Außerdem würde ein solcher Film den Zuschauern zum Beispiel wechselnde Perspektiven und Nahaufnahmen der Musiker bieten. So entstand Concert Magic, der als der erste Konzertfilm gilt. Menuhin und andere Künstler spielten Ende 1947 in dem ehemaligen Filmstudio von Charlie Chaplin unter anderem Stücke von Bach, Beethoven, Paganini und Wieniawski. 1948 folgte die Premiere im Stage Door Theatre in San Francisco. Der Film war durchaus ein Erfolg; das Konzept der Konzertvorführung im Kino setzte sich aber nicht durch, stattdessen wurden Konzerte Bestandteil des Fernsehprogramms.[103]
- 1960: Mitwirkung von Menuhin in dem Spielfilm Sabine und die 100 Männer, Regie: William Thiele (mit Sabine Sinjen, Dieter Borsche und Dietmar Schönherr).
- 1971 (?): Violin. Six lessons with Yehudi Menuhin.[104] Sechs ca. 20-minütige Kurzfilme zu sechs grundlegenden Unterrichtseinheiten, die Menuhin vor einer Gruppe von Schülern an seiner Musikschule in England demonstriert.[105] Parallel dazu entstand Menuhins gleichnamiges Lehrbuch.
- 1978 (laut Menuhins Website 1978[14], nach anderen Quellen 1979): The Music of Man (Kanada/USA). TV-Serie mit acht knapp einstündigen Folgen zur Dokumentation der Entwicklung der Musik in fünf Kontinenten. Menuhin führte durch die Filme, wirkte neben zahlreichen anderen Musikern als Geiger und Dirigent mit und war auch am Drehbuch beteiligt. Die Dreharbeiten dauerten fünf Jahre, zwei Kamerateams reisten zu rund 500 Drehorten und produzierten mehr als 165 Kilometer Filmmaterial. Produziert in Englisch und Französisch von der Canadian Broadcasting Corporation.[106][107]
- 1988: Return to the Roots. Dokumentation von Bruno Monsaingeon zu Menuhins Besuch 1988 in der Sowjetunion (160 Min.).[44]
- 1995: The Violin of the Century, Film von Bruno Monsaingeon (120 Min.); siehe auch weitere filmische Menuhin-Porträts von Bruno Monsaingeon.[108]
- 2000: Menuhin’s Children. Im Herbst 1998 begannen die Arbeiten an dieser Dokumentation, in der Menuhin zeigen wollte, wie zwölf normale Schulkinder als Anfänger das Musizieren auf der Violine lernen können.[4] Menuhin starb vor dem geplanten Ende des Projekts. Der Film lief am 22. April 2000 (Menuhins 84. Geburtstag) auf BBC Two.[109]
- 2005: The Story behind Concert Magic (56 Min.). Die Dokumentation zeigt ein im Jahr 1997 mitgeschnittenes Gespräch von Yehudi Menuhin mit Humphrey Burton über die Geschichte des Films Concert Magic von 1947/48. Produziert in Englisch und Französisch von EuroArts Music International.[103]
- 2006: Yehudi Menuhin in Hollywood, Regie: Günter Atteln, RBB (52 Min.): Dokumentation der Entstehungsgeschichte des Films Concert Magic von 1947/48.[110]
- 2016: Yehudi Menuhin: Who’s Yehudi? Dokumentation zu Menuhins 100. Geburtstag, BBC Four (55 Min.). Moderiert von Clemency Burton-Hill, einer Tochter des Menuhin-Biografen Humphrey Burton.[111][112]

### Eigene Werke
- 1971: Violin. Six Lessons with Yehudi Menuhin. Illustriertes Lehrbuch mit Notenbeispielen. Faber Music Ltd. (Siehe auch oben die gleichnamigen Serie von Kurzfilmen)
  - deutsch: Sechs Violinstunden. Müller Rüschlikon, 1971, ISBN 3-275-00522-7.
- 1972: Variationen, Betrachtungen zu Musik und Zeit. Piper.
- 1978:  Violine und Viola (zusammen mit William Primrose). Yehudi Menuhins Musikführer. Fischer.
- 1979: The Music of Man (zusammen mit Curtis W. Davis). Methuen Publishing. Das Buch zur gleichnamigen Fernsehreihe (siehe oben).
- 1979: Kunst und Wissenschaft als verwandte Begriffe: Versuch einer vergleichenden Anatomie ihrer Erscheinungsweisen in verschiedenen Bereichen menschlichen Strebens. Suhrkamp, Frankfurt.
- 1983:  Vom König, vom Kater und der Fiedel. Ein Bilderbuch mit Spielanleitung für junge Geiger. Severin und Siedler, ISBN 3-88680-082-2.
- 1986: Kunst als Hoffnung für die Menschheit.
- 1987: Lebensschule.
- 1989: Ich bin fasziniert von allem Menschlichem. Piper, München, ISBN 3-492-18259-3. (Originaltitel: Conversations with Menuhin)
- 1993:  Worte wie Klang in der Stille. Thematisch gegliederter Aphorismen- und Maximenband. Herder, ISBN 3-451-23256-1.
- 1996: Die Violine – Kulturgeschichte eines Instruments. Metzler, Stuttgart, und Bärenreiter, Kassel, ISBN 3-476-01506-8.

Autobiografie
- 1977: Unfinished Journey. Macdonald and Jane’s.
- 1997: Unfinished Journey: Twenty Years Later. Fromm Intl. (Erweiterte Neuausgabe mit vier zusätzlichen Kapiteln.)
  - deutsch, Teil 1: Unvollendete Reise. Lebenserinnerungen. Übersetzt von Isabella Nadolny und Albrecht Roeseler. Piper, 1976.[113] Als Taschenbuch: Piper, 2004.
  - deutsch, Teil 2: Unterwegs, Erinnerungen 1976–1995. Piper, 1996. Als Taschenbuch: Piper, 1998.

### Werke über Yehudi Menuhin
- Robert Magidoff: Yehudi Menuhin, Mensch und Musiker. 1. Auflage. Herbig Verlag, 1982, ISBN 3-7766-1002-6.
- Hommage à Yehudi Menuhin. Festschrift zum 70. Geburtstag. Nomos Verlagsgesellschaft, 1986, ISBN 3-7890-1278-5.
- Humphrey Burton: Menuhin: A Life, 2000. Neuausgabe 2016.
  - deutsch: Menuhin: Die Biographie. Übersetzt von Harald Stadler. Piper Taschenbuch Verlag, 2004, ISBN 3-492-04239-2.
- ZEIT Klassik-Edition. 20 große Interpreten in 20 Bänden. Band 1: Yehudi Menuhin. Zeitverlag Gerd Bucerius, Hamburg 2006, ISBN 3-476-02201-3 (mit CD: Menuhin spielt Violinkonzerte von Brahms, Beethoven, Bruch).
- Philip Bailey: Yehudiana – Reliving the Menuhin Odyssey. Zweiteilige Biografie (Website zum Buch mit Auszügen):
  - Book One (2008), Fountaindale Press, ISBN 978-0-9804499-0-7.
  - Book Two (2010), Fountaindale Press, ISBN 978-0-9804499-1-4.

Werke von Angehörigen
- Lionel Menuhin Rolfe: The Menuhins: A Family Odyssey. Panjandrum/Aris, 1978. Neuauflage bei Boryanabooks, 2014, ISBN 978-1-4414-9399-6. (Lionel Rolfe war der Sohn von Menuhins Schwester Yaltah.)
- Moshe Menuhin: The Menuhin Saga. Sidgwick and Jackson, 1984, ISBN 0-283-98947-5. (Autobiografie von Menuhins Vater.)
- Diana Menuhin: Fiddler's Moll. Life With Yehudi. St Martin’s Press, New York 1984, ISBN 0-312-28819-0. (Erste Autobiografie von Menuhins Ehefrau.)
  - deutsch: Durch Dur und Moll. Mein Leben mit Yehudi Menuhin. Piper, 1985. Als Taschenbuch: Piper, 1989.
- Diana Menuhin: A Glimpse of Olympus. My Life with Yehudi. Methuen Publishing, 1996, ISBN 0-413-69820-3. (Zweite Autobiografie von Menuhins Ehefrau.)
  - deutsch: Blick ins Paradies. Erinnerungen an ein unglaubliches Leben. Piper, 1993, ISBN 3-492-03221-4.

Werke über Menuhin und Gstaad
- Fernand Rausser: Konzertprobe mit Yehudi Menuhin und der Camerata Lysy · Gstaad. Haupt, Bern/Stuttgart 1986, ISBN 3-258-03575-X.
- Marta und Dan Rubinstein: Allegro con spirito. Festival Yehudi Menuhin. Edition Eden, Zürich 1988, ISBN 3-905492-01-6.
- Rolf P. Steiger, Hans-Ulrich Tschanz: Gstaad und die Menuhins. Verlag Benteli, Bern 2006, ISBN 3-7165-1446-2.

Werke über berühmte Geiger
- Joachim W. Hartnack: Große Geiger unserer Zeit. Atlantis-Musikbuch-Verlag, Zürich 1993, ISBN 3-254-00171-0.
- Albrecht Röseler, Norbert Hornig (Bearb.): Große Geiger unseres Jahrhunderts. Piper, München/Zürich, 1996, ISBN 3-492-22375-3.
- Harald Eggebrecht: Große Geiger. Piper, München/Zürich, 2000, ISBN 3-492-04264-3.